# Abdelrahim Hamed
Abdelrahim Hamed – libijski niepełnosprawny sztangista, medalista paraolimpijski. Pierwszy zdobywca medalu igrzysk olimpijskich lub paraolimpijskich dla Libii.
W 1996 roku zadebiutował na igrzyskach paraolimpijskich, startując na zawodach w Atlancie w kategorii wagowej powyżej 100 kg. Z wynikiem 215 kg w dwuboju uplasował się na 5. miejscu wśród 13 startujących zawodników. Cztery lata później podczas igrzysk w Sydney ponownie wystąpił w kategorii wagowej powyżej 100 kg. Z rezultatem 235 kg w dwuboju zdobył brązowy medal, przegrywając wyłącznie z Kimem Brownfieldem i Pernellem Cooperem ze Stanów Zjednoczonych. Był to pierwszy i jak dotąd (2021) jedyny medal wywalczony przez libijskiego sportowca na igrzyskach olimpijskich lub paraolimpijskich.